# Maximilian Karl von Thurn und Taxis
Maximilian Karl von Thurn und Taxis (Regensburg, 3 november 1802 - aldaar, 10 november 1871), zesde vorst van Thurn und Taxis, was Generaloberstpostmeister.
Hij was de zoon van vorst Karl Alexander von Thurn und Taxis en Theresia van Mecklenburg-Strelitz, dochter van groothertog Karel II. Sinds 1822 diende hij als officier in het leger van Beieren, totdat hij op 15 juli 1827 zijn vader opvolgde als hoofd van de postdienst van zijn geslacht, die sinds de val van het Heilige Roomse Rijk sterk versplinterd was. In 1849 verloor hij zijn ambt bijna, toen de Duitse Bond het plan opvatte de posterijen onder eigen bestuur te stellen. Dit plan werd door het Frankfurter Parlement echter afgewezen.
Op 2 augustus 1850 verzekerde hij zich van een vaste positie door middels een verdrag met Pruisen toe te treden tot de Deutsch-Österreichische Postverein. Onder Maximilian Karl bracht de Thurn und Taxis-Post voor het eerst eigen postzegels uit en werd in 1853 voor het eerst in de geschiedenis het gebruik van postcodes mogelijk gemaakt. Na de Pruisisch-Oostenrijkse Oorlog kwam er een einde aan de private posterijen. Maximilian Karl stond in 1867 tegen een vergoeding van drie miljoen taler de laatste postrechten van zijn geslacht af aan Pruisen, dat de posterijen nationaliseerde.

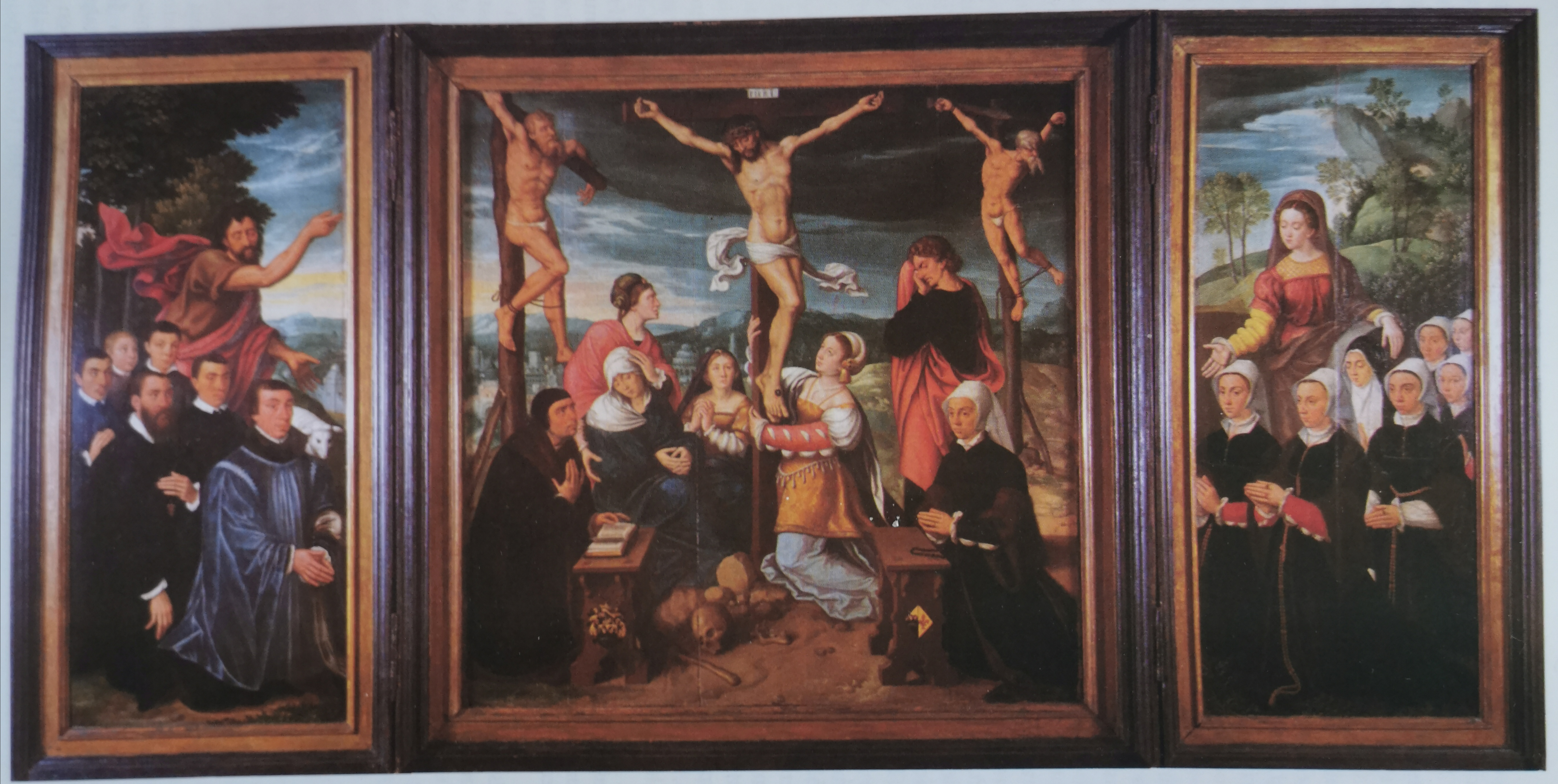
Het Tassis-drieluik, in 1846 aangekocht door de prins uit de familiale grafkapel in de Zavelkerk

Hij was sinds 24 augustus 1828 gehuwd met Wilhelmine barones von Dörnberg (1803-1835) en na haar dood sinds 24 januari 1839 met prinses Mathilde Sophie (1816-1886), dochter van Johan Aloysius III van Oettingen-Oettingen en Oettingen-Spielberg. In deze huwelijken verwekte hij in totaal zeventien kinderen, onder wie de erfprins Maximilian Anton Lamoral (1831-1867), die was gehuwd met Helene in Beieren. Diens zoon  Maximilian Maria volgde Maximilian Karl na zijn dood in 1871 op.